# HH 901/902
HH 901/902 – para obiektów Herbiga-Haro znajdujących się w gwiazdozbiorze Kila w odległości około 7500 lat świetlnych. Para ta powstała w Mgławicy Carina.
Na zdjęciu wykonanym teleskopem Hubble'a obiekty HH 901 i HH 902 są widoczne w centrum, na szczycie środkowego pilara. Pilar ten ukrywa protogwiazdę będącą źródłem powstania obu dżetów. Zupełnie przypadkowo na szczycie najwyższego pilara znalazła się inna para obiektów Herbiga-Haro.